# Krasnoznamensk
Pour la ville de l'oblast de Kaliningrad, voir Krasnoznamensk (oblast de Kaliningrad).
Krasnoznamensk (en russe : Краснознаменск) est une ville de l'oblast de Moscou, en Russie, dans le raïon d'Odintsovo. Sa population s'élevait à 44 402 habitants en 2023.

## Géographie
Krasnoznamensk se trouve dans la banlieue ouest de Moscou, au kilomètre 41 sur la route fédérale M1, reliant Moscou et Minsk.

## Histoire
Fondée en 1981, la ville s'appela Golitsyno-2 (Голицыно-2) jusqu'en 1994.

## Vocation militaire
Cette ville, étant considérée comme stratégique, est fermée. De plus, elle n'est présente sur les cartes routières et géographiques que depuis quelques années.
Afin d’en contrôler l’accès, l’ensemble de la ville est bordée d’une frontière, comportant quatre points d’entrée, les KPP (КПП: Контрольно-пропускной пункт, Kontrolino-propousknoï pounkt en russe), où l'on s'assure que seuls les habitants de la ville, ainsi que les personnes autorisées, y entrent.
À l’intérieur même de la ville existe une sous-zone, plus sécurisée encore que la ville, dans laquelle se trouve le centre de contrôle spatial Titov. C’est depuis ce centre que sont contrôlés la totalité des satellites russes, civils et militaires. Le centre est aussi engagé dans le lancement des missiles balistiques intercontinentaux russes. Le directeur du centre est le lieutenant général Nikolaï Kolesnikov[Quand ?].
Le 3 avril 2004, le président français Jacques Chirac, accompagné du président russe Vladimir Poutine, est devenu le premier dirigeant occidental à visiter le centre de contrôle spatial Titov.
Très médiatisée, la visite de Jacques Chirac a fait connaître l’emplacement de la ville, désormais représentée sur la plupart des cartes et indiquée depuis la route M1, principal accès à la ville.
En 2005, l'ouragan Rita menaçant Houston et le Lyndon B. Johnson Space Center, la NASA a décidé de transférer, de façon temporaire, le contrôle de la station spatiale internationale (International Space Station, ISS) au centre de contrôle spatial de Krasnoznamensk.
La vocation militaire de la ville, ainsi que les installations s'y trouvant, expliquent probablement l'extension du métro secret Métro-2 (ou D-6) jusqu'à Krasnoznamensk.

## Population
Recensements (*) ou estimations de la population
| 2002*  | 2010*  | 2011   | 2012   | 2013   | 2014   | 2015   |
| ------ | ------ | ------ | ------ | ------ | ------ | ------ |
| 28 044 | 36 103 | 36 300 | 37 186 | 38 262 | 38 445 | 39 273 |

| 2016   | 2017   | 2018   | 2019   | 2020   | 2021   | 2023   |
| ------ | ------ | ------ | ------ | ------ | ------ | ------ |
| 40 433 | 41 287 | 41 769 | 42 472 | 43 191 | 43 868 | 44 402 |

## Galerie

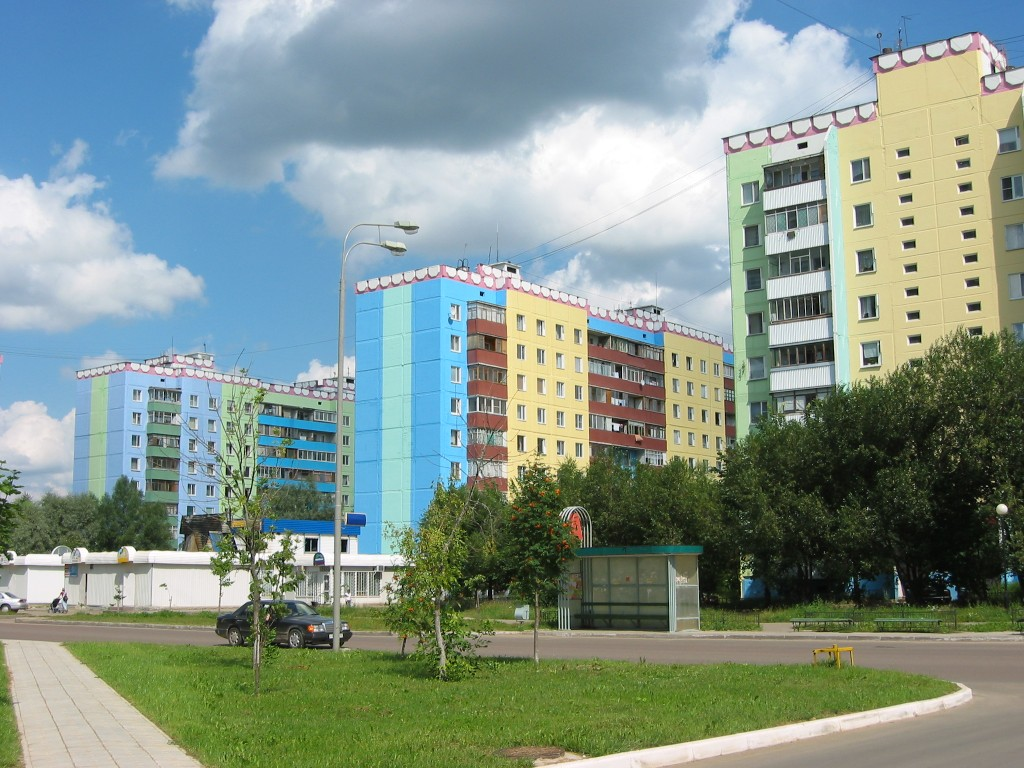
Oulitsa Pobedy.
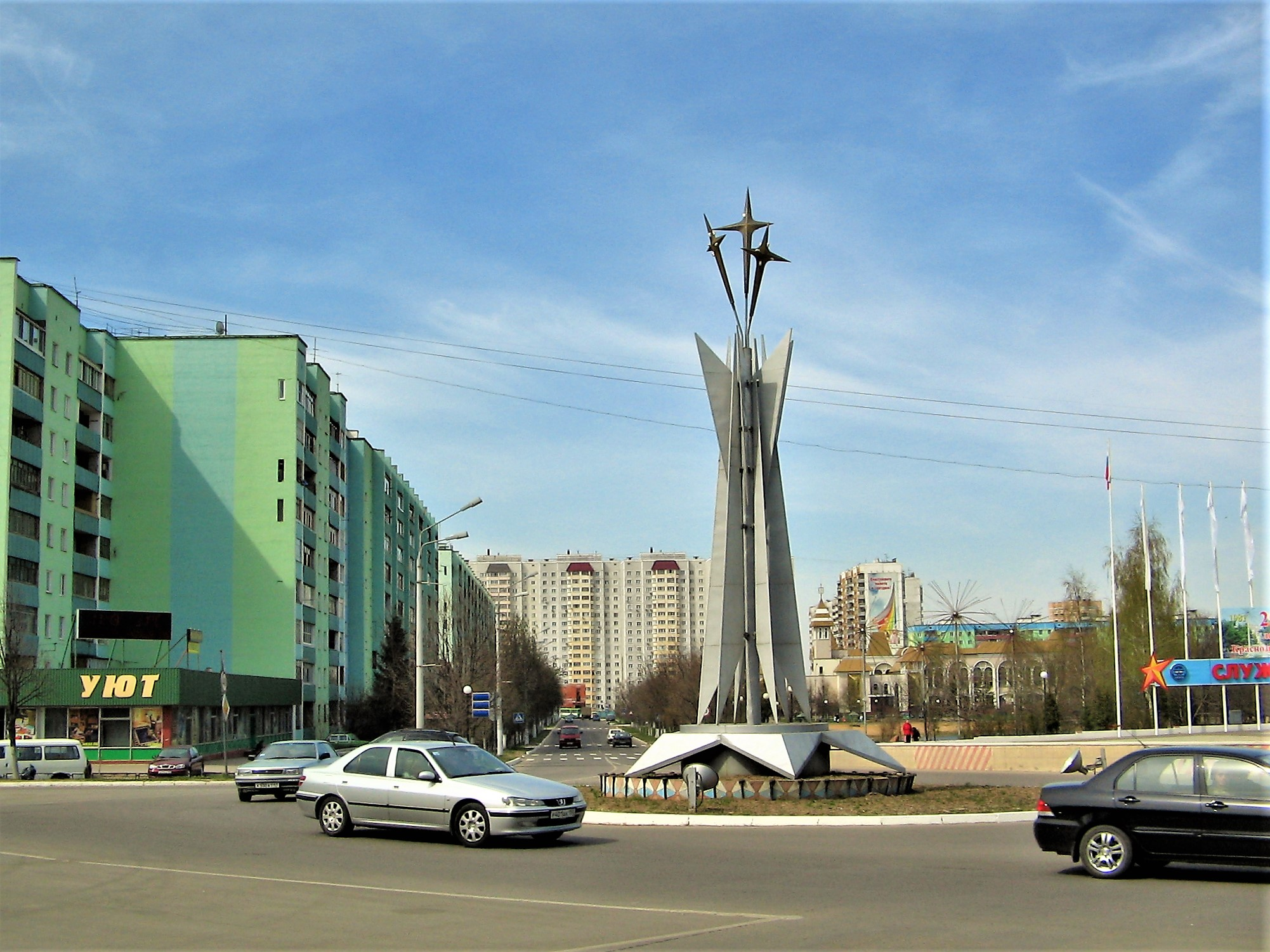
Rond-point à l'entrée de la ville.
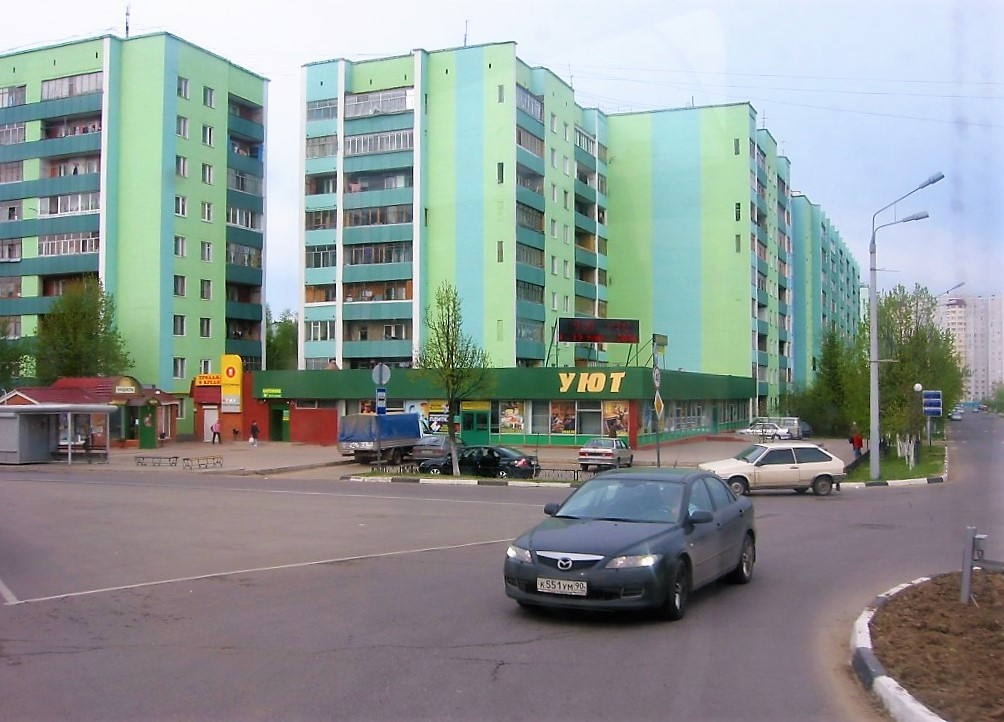
Molodiojnaïa Oulitsa.
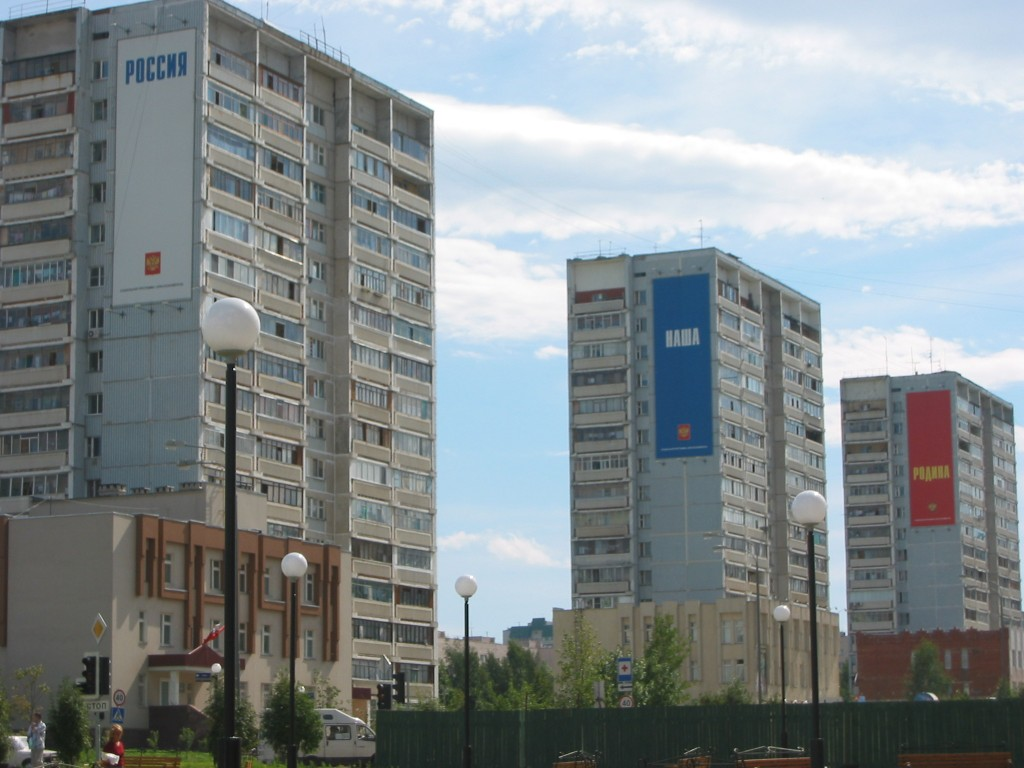
Oulitsa Pobedy.
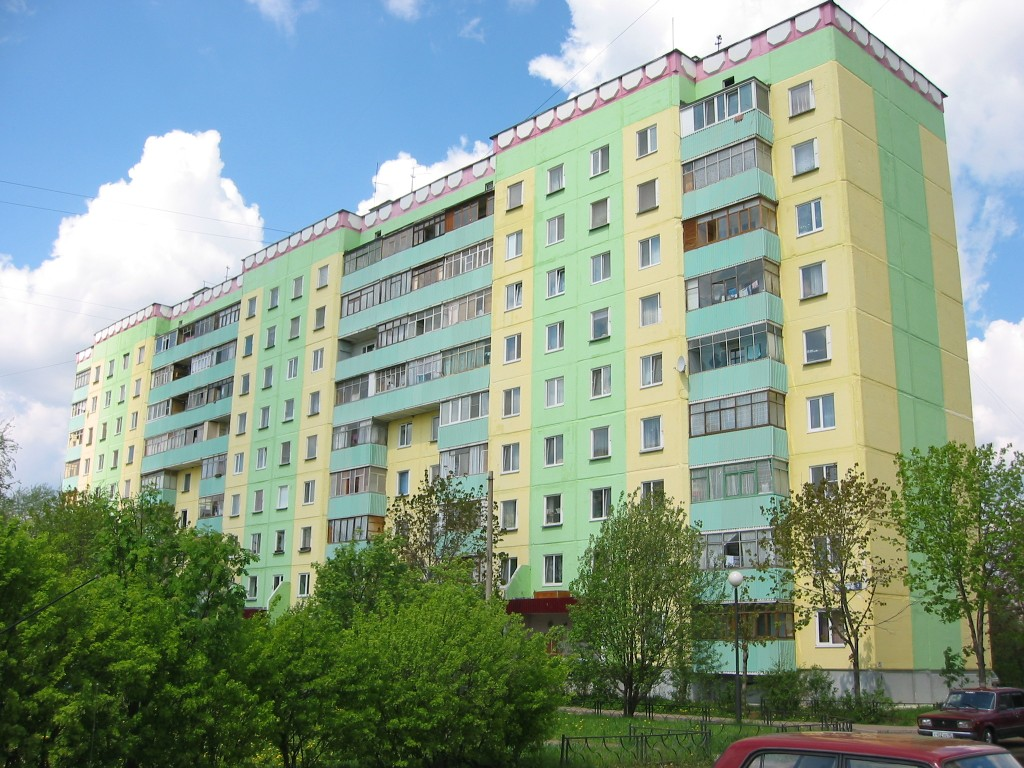
Oktiabrskaïa Oulitsa.
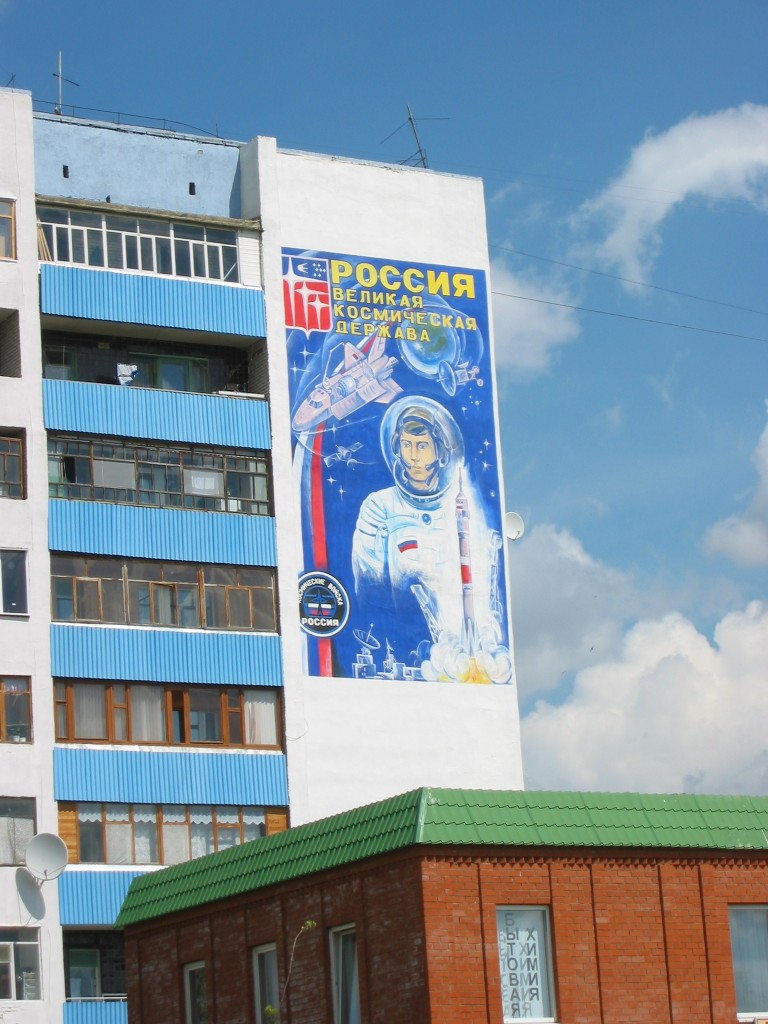
Oktiabrskaïa Oulitsa.
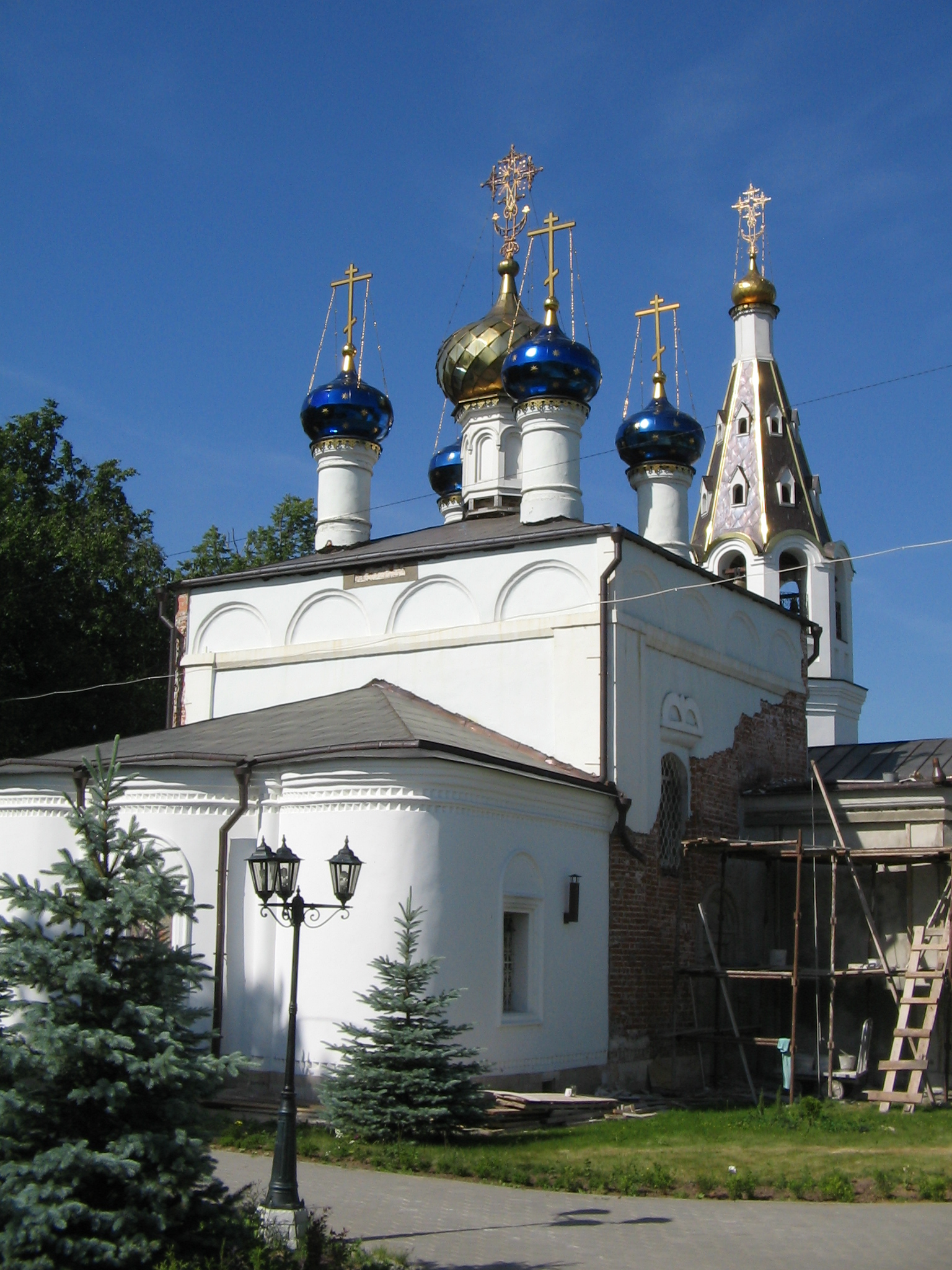
Église Saint-Nicolas.
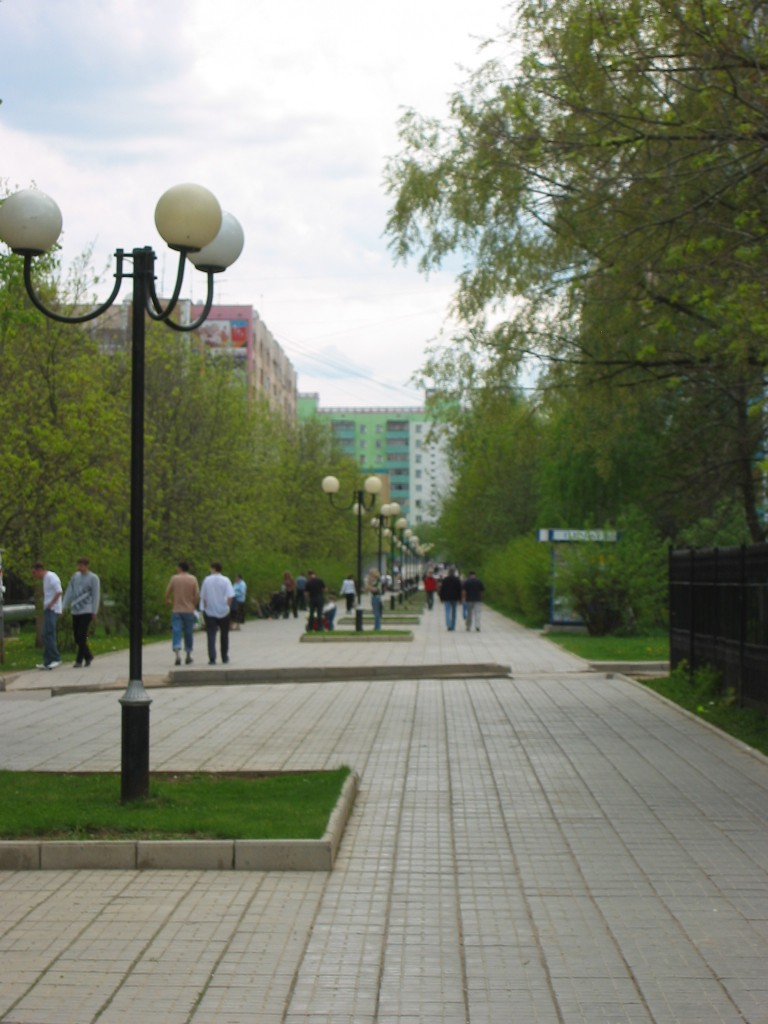
Komsomolski Boulevard.
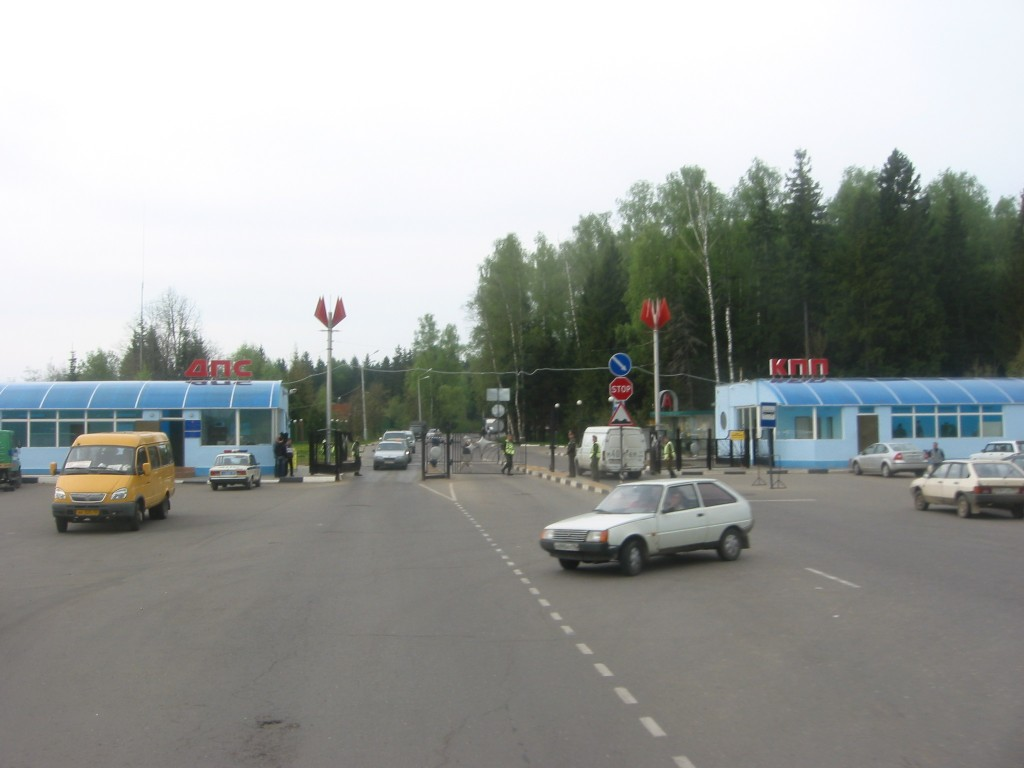
Poste de contrôle (KPP).